# Kozlovice (Záluží)
Kozlovice jsou malá vesnice a část obce Záluží v okrese Litoměřice. Nachází se asi jeden kilometr západně od Záluží. Kozlovice leží v katastrálním území Záluží u Roudnice nad Labem o výměře 4,2 km².

## Název
Název vesnice je odvozen ze jména Kozel ve významu ves lidí Kozlových. V historických pramenech se název vsi objevuje ve tvarech: Kozlowicz (1294), Kosslouicz (1390), z Koslowicz (1555).

## Historie
První písemná zmínka o Kozlovicích pochází z roku 1294. V letech 1521 a 1577 vesnice patřila k roudnickému panství.

## Obyvatelstvo
| Rok            | 1869 | 1880 | 1890 | 1900 | 1910 | 1921 | 1930 | 1950 | 1961 | 1970 | 1980 | 1991 | 2001 | 2011 | 2021 |
| -------------- | ---- | ---- | ---- | ---- | ---- | ---- | ---- | ---- | ---- | ---- | ---- | ---- | ---- | ---- | ---- |
| Počet obyvatel | 65   | 67   | 74   | 80   | 118  | 91   | 88   | 66   | 79   | 64   | 50   | 31   | 25   | 51   | 69   |
| Počet domů     | 13   | 14   | 15   | 18   | 19   | 18   | 22   | 23   | 23   | 23   | 18   | 15   | 21   | 26   | 26   |